# Yūko Takahashi
Yūko Takahashi (高橋 侑子, japanisch たかはし ゆうこ Takahashi Yūko, englisch Yuko Takahashi; * 27. August 1991 in Mitaka, Präfektur Tokio) ist eine japanische Triathletin und zweifache Olympiastarterin (2020, 2024).

## Werdegang
Takahashi kam durch ihren Vater zum Triathlon. Ihren ersten Triathlon absolvierte sie im Alter von acht Jahren.
Bei der Junioren-Weltmeisterschaft 2007 in Hamburg erzielte die damals 16-Jährige den 15. Rang.
Im November 2014 wurde sie japanische Vizemeisterin im Duathlon hinter Ai Ueda.
Als Studentin an der Hōsei-Universität in Tokio gewann sie viermal hintereinander die japanischen Hochschulmeisterschaften und 2016 auch die internationalen Hochschulmeisterschaften.
2016 schloss Takahashi einen Sponsoring-Vertrag mit Fujitsu ab.

2017 ging sie in den USA, um bei Paulo Sousa zu trainieren.
Die ITU World Triathlon Series beendete sie 2017 auf dem 14. und 2018 auf dem 12. Platz. In der Saison 2019 ist sie die bestplatzierte Japanerin.
Einen Beweis ihrer Form erbrachte Takahashi bei dem Rennen der ITU World Triathlon Series in Yokohama am 18. Mai 2019.
Dort kam sie als Sechste aus dem Wasser und etablierte sich beim Radfahren in der Spitzengruppe. Letztendlich verpasste sie das Podium knapp und musste sich nur den US-Amerikanerinnen Katie Zaferes, Summer Rappaport und Taylor Spivey geschlagen geben.
Vom einheimischen Publikum wurde dieser vierte Platz mit Begeisterung aufgenommen, zumal da die übrigen Japanerinnen – Yuka Satō, Juri Ide und Niina Kishimoto – weit abgeschlagen auf dem 22., 26. bzw. 33. Platz landeten; Ai Ueda musste das Rennen sogar abbrechen.

### Olympische Sommerspiele 2020
Ihre Teilnahme am Test-Event am 15. August desselben Jahres für die Olympischen Spiele in Tokio verlief hingegen enttäuschend, da sie nur den 23. Platz belegte. Bereits beim Schwimmen konnte sie nicht schnell genug das gewünschte Tempo aufbauen und fiel fast eine Minute hinter die Spitzengruppe zurück. Diesen Rückstand konnte sie auf der technisch anspruchsvollen Radstrecke und der auf 5 km gekürzten Laufstrecke nicht mehr aufholen. Dennoch zeigte sich Takahashi zuversichtlich, dass das Hitzegewöhnungstraining sie erfolgreich auf die Olympiateilnahme 2020 vorbereitet.
Bei den Olympischen Spielen 2020 wurde sie im Einzelrennen 18. mit einem Rückstand von 4:15 Minuten auf die Medaillenränge und damit beste Japanerin vor Niina Kishimoto (DNF). Takahashi nahm ebenfalls am Staffelwettbewerb teil, zusammen mit Kenji Nener, Niina Kishimoto und Makoto Odakura. Zum Zeitpunkt der Übergabe an Nener war Takahashi an achter Position mit 43 Sekunden Rückstand auf die Spitze. Die japanische Staffel erreichte am Ende Platz 13; der Rückstand war auf 1:27 Minuten gewachsen.
Ihr Idol ist die Eisschnellläuferin Nao Kodaira.

## Sportliche Erfolge (Auswahl)
| Datum/Jahr    | Rang | Wettbewerb                                                    | Austragungsort | Zeit     | Bemerkung                                  |
| ------------- | ---- | ------------------------------------------------------------- | -------------- | -------- | ------------------------------------------ |
| 31. Juli 2024 | 40   | Olympische Sommerspiele 2024                                  | Paris          | 02:02:42 |                                            |
| 27. Juli 2021 | 18   | Olympische Sommerspiele 2020                                  | Tokio          | 2:01:18  |                                            |
| 26. Okt. 2019 | 5    | ITU Triathlon World Cup                                       | Miyazaki       | 02:00:20 |                                            |
| 6. Okt. 2019  | 1    | JPN Triathlon National Championships                          | Tokio          | 01:59:12 | Japanische Meisterin Triathlon Kurzdistanz |
| 2. Sep. 2018  | 1    | Asienspiele 2018                                              | Palembang      | 00:23:36 | Staffel                                    |
| 31. Aug. 2018 | 1    | Asienspiele 2018                                              | Palembang      | 01:59:29 | Einzel                                     |
| 1. Jan. 2018  | 1    | JPN Triathlon National Championships                          | Tokio          | 01:59:50 | Japanische Meisterin Triathlon Kurzdistanz |
| 15. Okt. 2017 | 2    | JPN Triathlon National Championships                          | Tokio          | 02:00:10 |                                            |
| 23. Juli 2017 | 1    | ASTC Triathlon Asian Championships                            | Palembang      | 00:23:38 | Staffel                                    |
| 21. Juli 2017 | 1    | ASTC Triathlon Asian Championships                            | Palembang      | 02:06:31 | Einzel                                     |
| 9. Okt. 2016  | 2    | JPN Triathlon National Championships                          | Tokio          | 02:03:50 |                                            |
| 24. Sep. 2016 | 1    | NTT ASTC Triathlon Asian Cup                                  | Murakami       | 02:00:31 |                                            |
| 7. Aug. 2016  | 1    | FISU World University Triathlon Championship                  | Nyon           | 02:00:54 |                                            |
| 26. Juni 2016 | 2    | NTT ASTC Triathlon Asian Cup                                  | Gamagori       | 01:58:37 |                                            |
| 24. Okt. 2015 | 3    | ITU Triathlon World Cup                                       | Tongyeong      | 02:01:15 |                                            |
| 11. Okt. 2015 | 3    | JPN Triathlon National Championships                          | Tokio          | 02:01:22 |                                            |
| 21. Juni 2015 | 2    | ASTC Triathlon Asian Cup                                      | Gamagori       | 02:01:02 |                                            |
| 26. Okt. 2014 | 3    | JPN Triathlon National Championships                          | Tokio          | 02:00:08 |                                            |
| 28. Sep. 2014 | 1    | ASTC Triathlon Asian Cup                                      | Murakami       | 01:58:18 |                                            |
| 10. Feb. 2013 | 3    | ITU Sprint Triathlon Oceania Cup                              | Geelong        | 01:02:16 | Sprintdistanz                              |
| 16. Sep. 2012 | 1    | ITU Triathlon Asian Cup                                       | Murakami       | 02:00:43 |                                            |
| 8. Apr. 2012  | 1    | ASTC Triathlon Asian Championships                            | Tateyama       | 00:16:57 | Staffel                                    |
| 7. Apr. 2012  | 1    | ASTC Triathlon Asian Championship U23                         | Tateyama       | 01:56:20 | Einzel                                     |
| 24. Sep. 2011 | 1    | ASTC Triathlon Asian Championship U23                         | Yilan          | 02:19:44 |                                            |
| 5. Juni 2011  | 2    | ITU Triathlon Asian Cup                                       | Amakusa        | 02:04:34 |                                            |
| 1. Mai 2010   | 2    | ASTC Triathlon U23 and Junior Asian Championship Junior Women | Subic Bay      | 01:07:21 |                                            |
| 31. Aug. 2007 | 15   | ITU Triathlon World Championship Junior Women                 | Hamburg        | 01:01:27 | Junioren-Weltmeisterschaft                 |
| 1. Juni 2007  | 2    | ASTC Triathlon Asian Championship Junior Women                | Tongyeong      | 00:59:26 |                                            |

| Datum/Jahr   | Rang | Wettbewerb                          | Austragungsort | Zeit     | Bemerkung             |
| ------------ | ---- | ----------------------------------- | -------------- | -------- | --------------------- |
| 9. Nov. 2014 | 2    | JPN Duathlon National Championships | Fukushima      | 02:17:03 | Zweite hinter Ai Ueda |